# Chiesa della Madonna di Mezzacampagna
La chiesa della Madonna di Mezzacampagna è un edificio religioso situato a Volta Mantovana, in provincia e diocesi di Mantova.

## Storia e descrizione
La costruzione risale al periodo di dominazione dei Canossa. Eretta in mezzo alla campagna, è navata unica con tetto a capanna. Al suo interno è presente un ciclo di affreschi risalenti al XIV-XV secolo, che raffigurano santi, Ultima cena e Crocifissione e la statua in terracotta policroma del XV secolo Madonna con Bambino.